# Sikasso
Sikasso er en by i det sydlige Mali, der med et indbyggertal på cirka 130.000 er landets næststørste. Byen ligger ca. 375 kilometer sydøst for hovedstaden Bamako i regionen af samme navn og tæt ved grænserne til både Elfenbenskysten og Burkina Faso.